# Robert L. Lippert
Pour les articles homonymes, voir Lippert.
Robert L. Lippert, né à Alameda (Californie) le 31 mars 1909 et mort le 10 novembre 1976, est un producteur de cinéma prolifique au travers du studio Lippert Pictures et propriétaire de salles de cinémas, le réseau Lippert Theater qui a finalement possédé une chaîne de 118 salles.

## Biographie
Le 26 février 1959, le comité de direction de Scott Radio Laboratories, société d'électronique fondée en 1927 à Chicago, nomme Edwin F. Zabel président et Robert Lippert, secrétaire. Cette nouvelle direction propose de rebaptiser l'entreprise ElectroVision Corporation de finaliser l'achat pour 2,5 millions d'USD de 10 salles de cinéma détenues par le conglomérat Fanchon and Marco en Californie, dont le Hollywood Paramount Theatre. Une autre négociation est en cours pour acheter le réseau Lippert Theater composé de 36 salles pour 3,5 millions d'USD, appartenant à Robert Lippert au travers de Lippert Pictures.

## Filmographie partielle

### Au cinéma
- 1946 : Cœur de gosses (Rolling Home) de William Berke
- 1951 : Les Nouveaux Exploits de Robin des Bois (Tales of Robin Hood) de James Tinling